# GP2 Asia Series seizoen 2008-2009
Het GP2 Asia-seizoen 2008-2009 is het tweede seizoen van deze klasse. Regerend kampioen Romain Grosjean neemt geen deel aan het kampioenschap.
Alle teams van het GP2-seizoen 2008, behalve Racing Engineering, nemen deel aan dit kampioenschap, met als dertiende team Qi-Meritus Mahara. Kamui Kobayashi behaalde de titel met een vierde plaats in de een-na-laatste race in Bahrein.

## Teams en coureurs
| Team                                     | Nr. | Coureur              | Ronde  |
| ---------------------------------------- | --- | -------------------- | ------ |
| ART Grand Prix                           | 1   | Sakon Yamamoto       | Alle   |
| ART Grand Prix                           | 2   | Nelson Philippe      | 1      |
| ART Grand Prix                           | 2   | Pastor Maldonado     | 2, 5-6 |
| ART Grand Prix                           | 2   | Nico Hülkenberg      | 3-4    |
| Arden Motorsport                         | 3   | Luiz Razia           | Alle   |
| Arden Motorsport                         | 4   | Mika Mäki            | 1      |
| Arden Motorsport                         | 4   | Renger van der Zande | 2      |
| Arden Motorsport                         | 4   | Edoardo Mortara      | 3-6    |
| Barwa International Campos               | 5   | Vitali Petrov        | Alle   |
| Barwa International Campos               | 6   | Sergio Pérez         | Alle   |
| DAMS                                     | 7   | Jérôme d'Ambrosio    | Alle   |
| DAMS                                     | 8   | Kamui Kobayashi      | Alle   |
| GFH Team iSport                          | 9   | Giedo van der Garde  | Alle   |
| GFH Team iSport                          | 10  | Hamad Al Fardan      | Alle   |
| Super Nova Racing                        | 11  | Javier Villa         | Alle   |
| Super Nova Racing                        | 12  | James Jakes          | Alle   |
| FMS International                        | 14  | Andreas Zuber        | 1-2    |
| FMS International                        | 14  | Rodolfo González     | 3-6    |
| FMS International                        | 15  | Kevin Nai Chia Chen  | Alle   |
| Durango                                  | 16  | Davide Valsecchi     | Alle   |
| Durango                                  | 17  | Carlos Iaconelli     | 1      |
| Durango                                  | 17  | Michael Dalle Stelle | 2-6    |
| My Qi-Meritus Mahara                     | 18  | Alex Yoong           | 1-2    |
| My Qi-Meritus Mahara                     | 18  | Marco Bonanomi       | 3-6    |
| My Qi-Meritus Mahara                     | 19  | Earl Bamber          | 1-3    |
| My Qi-Meritus Mahara                     | 19  | Álvaro Parente       | 4-6    |
| Piquet GP                                | 20  | Roldán Rodríguez     | Alle   |
| Piquet GP                                | 21  | Diego Nunes          | Alle   |
| David Price Racing                       | 22  | Michael Herck        | Alle   |
| David Price Racing                       | 23  | Yuhi Sekiguchi       | 1      |
| David Price Racing                       | 23  | Giacomo Ricci        | 2-6    |
| BCN Competición* Ocean Racing Technology | 24  | Hiroki Yoshimoto     | 1      |
| BCN Competición* Ocean Racing Technology | 24  | Yelmer Buurman       | 2-5    |
| BCN Competición* Ocean Racing Technology | 24  | Karun Chandhok       | 6      |
| BCN Competición* Ocean Racing Technology | 25  | Luca Filippi         | 1      |
| BCN Competición* Ocean Racing Technology | 25  | Fabrizio Crestani    | 2-6    |
| Trident Racing                           | 26  | Giacomo Ricci        | 1      |
| Trident Racing                           | 26  | Alberto Valerio      | 2      |
| Trident Racing                           | 26  | Frankie Provenzano   | 3-4    |
| Trident Racing                           | 26  | Ricardo Teixeira     | 5-6    |
| Trident Racing                           | 27  | Chris van der Drift  | 1-2    |
| Trident Racing                           | 27  | Adrián Vallés        | 3      |
| Trident Racing                           | 27  | Davide Rigon         | 4-6    |

* Het team reed onder de naam BCN Competición in de eerste ronde in Shanghai voordat Tiago Monteiro het team kocht en hernoemde naar Ocean Racing Technology.

## Kalender
| Circuit                        | Land                         | Weekend               |
| ------------------------------ | ---------------------------- | --------------------- |
| Shanghai International Circuit | China                        | 18 - 19 oktober 2008  |
| Dubai Autodrome                | Verenigde Arabische Emiraten | 5 - 6 december 2008   |
| Bahrein International Circuit  | Bahrein                      | 23 - 24 januari 2009  |
| Losail International Circuit   | Qatar                        | 13 - 14 februari 2009 |
| Sepang International Circuit   | Maleisië                     | 4 - 5 april 2009      |
| Bahrein International Circuit  | Bahrein                      | 25 - 26 april 2009    |

## Resultaten
| Ronde | Ronde | Circuit                        | Land                         | Pole Position               | Snelste ronde               | Winnaar                     | Winnend team                |
| ----- | ----- | ------------------------------ | ---------------------------- | --------------------------- | --------------------------- | --------------------------- | --------------------------- |
| 1     | R1    | Shanghai International Circuit | China                        | Roldán Rodríguez            | Kamui Kobayashi             | Roldán Rodríguez            | Piquet GP                   |
| 1     | R2    | Shanghai International Circuit | China                        |                             | Javier Villa                | Davide Valsecchi            | Durango                     |
| 2     | R1    | Dubai Autodrome                | Verenigde Arabische Emiraten | Kamui Kobayashi             | Kamui Kobayashi             | Kamui Kobayashi             | DAMS                        |
| 2     | R2    | Dubai Autodrome                | Verenigde Arabische Emiraten | race geannuleerd door regen | race geannuleerd door regen | race geannuleerd door regen | race geannuleerd door regen |
| 3     | R1    | Bahrein International Circuit  | Bahrein                      | Nico Hülkenberg             | Kamui Kobayashi             | Kamui Kobayashi             | DAMS                        |
| 3     | R2    | Bahrein International Circuit  | Bahrein                      |                             | Jérôme D´Ambrosio           | Sergio Pérez                | Barwa International Campos  |
| 4     | R1    | Losail International Circuit   | Qatar                        | Nico Hülkenberg             | Nico Hülkenberg             | Nico Hülkenberg             | ART Grand Prix              |
| 4     | R2    | Losail International Circuit   | Qatar                        |                             | Sergio Pérez                | Sergio Pérez                | Barwa International Campos  |
| 5     | R1    | Sepang International Circuit   | Maleisië                     | Jérôme D´Ambrosio           | James Jakes                 | Diego Nunes                 | Piquet GP                   |
| 5     | R2    | Sepang International Circuit   | Maleisië                     |                             | Álvaro Parente              | Vitali Petrov               | Barwa International Campos  |
| 6     | R1    | Bahrein International Circuit  | Bahrein                      | Kamui Kobayashi             | Jérôme D´Ambrosio           | Diego Nunes                 | Piquet GP                   |
| 6     | R2    | Bahrein International Circuit  | Bahrein                      |                             | Jérôme D´Ambrosio           | Luiz Razia                  | Arden Motorsport            |

GP2: 2005 · 2006 · 2007 · 2008 · 2009 · 2010 · 2011 · 2012 · 2013 · 2014 · 2015 · 2016 (Lijst van coureurs)

GP3: 2010 · 2011 · 2012 · 2013 · 2014 · 2015 · 2016 · 2017 · 2018 (Lijst van coureurs)

GP2 Asia: 2008 · 2008-2009 · 2009-2010 · 2011 (Lijst van coureurs)